# SC Verl
El Sportclub Verl (en alemán: Sportclub Verl von 1924 e. V.) es un club de fútbol de la ciudad de Verl, en Alemania, que juega en la 3. Liga, la tercera división de fútbol nacional.

## Historia
Fue fundado el 6 de setiembre de 1924 en la ciudad de Verl y hasta 1970 ha jugado en las ligas amateur de Alemania.
Ha pasado 50 años de su historia en una insignificante existencia, destacando la oportunidad que tuvo de jugar en la 2. Bundesliga en 1991 y es la ciudad más pequeña con un equipo de fútbol profesional de Alemania y en la temporada 1994/95 quedaron en segundo lugar en la Regionalliga Nord solo por detrás del Arminia Bielefeld. 
En los años 70s estuvo 17 temporadas consecutivas en el Tercer Nivel, siendo uno de los equipos aficionados más consistentes de Alemania, siendo junto al SC Wiedenbrück 2000 en la Regionalliga West en trabajar en condiciones de equipo amateur, ya que sus jugadores también tienen un trabajo por su cuenta aparte de jugar fútbol.

### Escándalo
Dos partidos del SC Verl de la temporada 2008/09, así como doscientos más, fueron suspendidos debido a que jugadores arreglaron los resultados, aunque el único equipo inmiscuido en el asunto con claridad ha sido el SC Verl, con 2 jugadores acusados, los cuales fueron suspendidos y sus contratos finalizados

### Apariciones en la Copa de Alemania
El SC Verl ha jugado hasta el momento en 5 ocasiones la DFB-Pokal. En 1979, luego de eliminar al VfB Oldenburg (III) y al Spvgg Elversberg (IV) fueron eliminados por el Stuttgarter Kickers (II). En 1992 fueron eliminados en la Primera Ronda por otro equipo amateur. En 1999 fue hasta el momento la mejor participación del SC Verl, ya que dejaron en el camino al equipo de la Bundesliga, el Borussia Mönchengladbach 6:5 en penales, con Arne Friedrich anotando el penal decisivo. Fueron eliminados en la Segunda Ronda por otro equipo de la Bundesliga, el Eintracht Frankfurt. En sus apariciones de 2007 y 2010, los eliminó en la Primera Ronda el TSV 1860 Múnich (II) – en el 2010 perdieron 1:2 luego de que al medio tiempo tenían la ventaja 1:0.

## Uniforme
| 2019-20 | 2019-20 |

## Rivalidad
Su principal rivalidad es con el otro equipo de la ciudad, el Fußball-Club Gütersloh.

## Palmarés
- Oberliga Westfalen: 2

1991, 2007
- Copa de Westfalia: 3

1992, 1999, 2007

## Jugadores

### Jugadores destacados
- Arne Friedrich
- Oliver Kirch
- Musemestre Bamba
- Ousseni Labo
- Etienne Barbara
- Heinrich Schmidtgal
- Cihan Özkara